# La semana del asesino
La semana del asesino, coneguda internacionalment com The cannibal man, és una pel·lícula de terror estrenada el 1972 dirigida per Eloy de la Iglesia.
Destaca en la filmografia del director per plantejar una trama de terror en un entorn quotidià, amb fort component social, ambientada en els suburbis. És la primera vegada també que De la Iglesia aborda l'homosexualitat de manera evident, malgrat l'acció de la censura cinematogràfica, tema recurrent en les seves pel·lícules posteriors.

## Sinopsi
Marcos (Vicente Parra), un obrer que treballa en un escorxador carni, viu una vida rutinària, humil i sense al·licients. Tot canviarà quan mata accidentalment d'una pedrada a un taxista (Goyo Lebrero) amb qui mantenia una discussió. La seva xicota Paula (Emma Cohen) presència els esdeveniments i, davant l'amenaça d'acudir a la policia per a denunciar-lo, acaba sent escanyada.
A mesura que altres persones, fins i tot de la seva pròpia família, comencen a sospitar de les seves accions o de les desaparicions dels seus sers estimats, Marcos progressivament caurà en una espiral d'assassinats. Transformat en un assassí en sèrie, cometent nous crims per a esborrar les petjades dels anteriors, va desfent-se dels cadàvers en l'escorxador on treballa.
Paral·lelament el seu veí Néstor (Eusebio Poncela), que viu en un modern edifici d'apartaments que limita amb la barraca on viu Marcos, descobreix els seus secrets. Anirà guanyant-se la seva confiança a poc a poc i, seduint-lo, li descobrirà un nou món.

## Repartiment
- Vicente Parra - Marcos
- Emma Cohen - Paula
- Eusebio Poncela - Néstor
- Charly Bravo - Esteban
- Fernando Sánchez Polack - Senyor Ambrosio
- Goyo Lebrero - Taxista
- Vicky Lagos - Rosa
- Ismael Merlo - Cap de personal
- Rafael Hernández - Agustín
- José Franco (actor) - Botiguer
- Valentín Tornos - Obrer
- Antonio Orengo - Cambrer
- Antonio Corencia - Obrer burleta
- Antonio del Real - Obrer burleta
- José Félix Montoya - Vigilant de servei
- Ángel Blanco - Treballador fábrica
- Manuel Calvo - Tipus
- Emilio Hortela
- Paca Gabaldón
- Lola Herrera - Carmen

## Producció
La semana del asesino compta amb una doble versió, per al mercat d'Espanya i per al mercat internacional, que difereixen en durada: 94 minuts de la versió espanyola, 98 minuts en la versió estrenada a Regne Unit i els 108 minuts de la versió restaurada. No obstant això la principal diferència estreba en el fet que la versió internacional conté les escenes on és més òbvia la trama de seducció homosexual i l'espanyola conté escenes més sagnants.
Rodada originalment en localitzacions de Madrid capital, la cinta està rodada en anglès amb algunes seqüències rodades en espanyol. Entre els anys 1972 i 1975 es va estrenar en pantalles d'Espanya, Regne Unit, Estats Units, República Federal d'Alemanya e Itàlia. Produïda per la companyia Atles International Film va comptar amb la producció del seu actor principal, Vicente Parra, qui desitjava reorientar la seva carrera cap a papers de gènere més dramàtic i va aconseguir crítiques positives.
Malgrat el seu gènere, el cinema de terror, La semana del asesino és una de les pel·lícules més perjudicades per la censura cinematogràfica vigent en l'època. Ja en el tardofranquisme la censura era més estricta amb temàtiques polítiques i pornogràfiques però solia passar per alt les trames de terror si no mostraven aspectes eròtics. El guió presentat va ser rebutjat en dues ocasions i el metratge va sofrir 64 corts en total. El seu director va assumir en reiterades entrevistes que, malgrat l'existència de doble versió, no es podria recuperar la concepció original del film. No obstant això l'última edició en DVD sintetitza adequadament el material disponible i mostra un sentit fidedigne de la pel·lícula en el seu conjunt.
| «                                                                | "Vam tenir problemes amb la Censura, no creguis, però en general va sortir bé. I la producció era un espant, ja et pots imaginar, tot molt precari però sempre estava Eloy present, amb aquest esperit tremebund. I això és molt important: si no tens un cap, un timoner que no sàpiga on collons va la pel·lícula, malament. I ell tenia aquest esperit, però de debò. (...) Va ser un rodatge peculiar, per dir-ho piadosament. I sempre m'estranyaré de com va poder funcionar allò, perquè a mi Vicente Parra no em seduïa gens ni mica. (...) Perquè ara, vist des de la distància, em pregunto com vaig poder fer-ho creïble: Vicente, pobret, m'espantava una mica. Sexualment, vull dir.." | » |
| — Eusebio Poncela, sobre La noche del asesino a CaninoMag (2016) | |   |

## Recepció
La crítica, tant en els portals específics com IMDb o FilmAffinity com en les revistes de cinema, té una consideració positiva de la pel·lícula. En IMDb obté una puntuació de 6,3 sobre 10. Els usuaris de FilmAffinity España li atorguen, basant-se en 797 vots, un 6,1 sobre 10.
La revista Fotogramas ressenya que es tracta de "un dels films més interessants d'un director que, en aquesta mateixa època, va realitzar altres títols que també han generat un veritable culte (Algo amargo en la boca, El techo de cristal)" encara que critica "el seu desmanegat sentit del ritme i una posada en escena una miqueta atrabilaria no impedeixen que aconsegueixi crear una de les atmosferes més sòrdides i inquietants de la història del cinema espanyol".
Dani Rodríguez, en la web cinemaldito.com, destaca la cinta com a "transgressora, opressiva i atrevida en la insinuació d'una suposada relació homosexual més òbvia del que a primera instància sembla, la pel·lícula serveix com a perfecta mostra de les intencions valentes i personalíssimes d'un cineasta al qual confiem que el pas dels anys posi el seu lloc."

## Premis
Medalles del Cercle d'Escriptors Cinematogràfics
| Categoria    | Pel·lícula    | Resultat  |
| ------------ | ------------- | --------- |
| Millor actor | Vicente Parra | Guanyador |